# 尤里·斯坦克维奇
尤里·阿尔卡季耶维奇·斯坦克维奇（羅馬化：Yuriy Arkad'yevich Stankevich；1976年7月24日—）是俄罗斯政治人物，第八届国家杜马代表。
1993年至2001年，斯坦克维奇在俄罗斯武装部队服役。2011年至2021年，担任第六届和第七届国家杜马代表助理。2013 年，他被任命为卢克石油公司联邦当局和公共组织工作部负责人。自2021年9月起，担任楚瓦什选区第八届国家杜马代表。2022年3月，他被任命为“绿色经济”新项目负责人，该项目旨在降低环境风险。